# Roman Holý
Roman Holý (* 23. února 1966 Sušice) je český hudební skladatel, klávesista, zpěvák a především producent.
Je frontmanem a producentem skupin J.A.R. a Monkey Business a hovoří se o něm jako o předním šiřiteli funkové hudby v České republice. Skupinu J.A.R. založil 17. listopadu 1989 s Otou Klempířem a Michaelem Viktoříkem. Ještě před založením Monkey Business v roce 1999 založil skupinu Sexy Dancers, se kterou vydal a jíž produkoval jediné album Butcher's On The Road v roce 1998. Skupina se po krátkém koncertování rozpadla. Spolu s Ondřejem Brouskem nahrál a produkoval v roce 2004 soundtrack k fiktivnímu neexistujícímu filmu Crushing Bliss. Je autorem hudby k několika televizním či celovečerním filmům, například: Doblba!, Experti či Zatracení. Spolu s Matějem Ruppertem vystupuje v projektu G-Point Hunters (vystupuje s nimi i Tereza Černochová nebo DJ Maceo). V České televizi moderoval televizní pořad Kinobox. Počátkem roku 1999 založil se zpěvákem skupiny Monkey Business Matějem Ruppertem novou kapelu Neruda, které vyšlo debutové stejnojmenné album Neruda u labelu EMI. Kromě toho již od osmdesátých let hrál ve skupině Bossanova a až do současné doby hraje na klávesové nástroje v pražské skupině Dr. Max. Je také velkým sběratelem klávesových nástrojů, které se snaží udržovat v plně provozuschopném stavu.

## Diskografie

### Chronologická diskografie hudebních producentských počinů
- 1992 – J.A.R. Frtka (Monitor)
- 1994 – J.A.R. Mydli-to! (BMG)
- 1994 – Dorota B.B. Santa Puelo (BMG)
- 1997 – J.A.R. Mein Kampfunk (Bonton)
- 1998 – Sexy Dancers Butcher's On The Road (Bonton), 2 CD
- 1999 – J.A.R. Homo Fonkianz (Sony Music/Bonton/Columbia)
- 1999 – J.A.R. V deseti letí desetiletím - VHS video(Sony Music/Bonton)
- 2000 – J.A.R. Ťo ti ťo jemixes (Sony Music/Bonton/Columbia)
- 2000 – J.A.R. Frtka/Mydli-to! (Sony Music/Bonton) - reedice, 2 CD
- 2000 – Monkey Business Why Be Out When You Could Be In (Sony Music/Bonton/Columbia)
- 2001 – Monkey Business Save The Robot including The Bonus Remix CD Why Be In When You Could Be Out (Sony Music/Bonton/Columbia) - limitovaná edice 3000 piece
- 2002 – J.A.R. Nervák (Sony Music/Bonton/Columbia)
- 2003 – Monkey Business Resistance Is Futile (Sony Music/Bonton/Columbia)
- 2004 – Crushing Bliss (Sony Music/Epic) - soundtrack k fiktivnímu filmu
- 2004 – Monkey Business Lazy Youth Old Beggars - 4 DVD
- 2005 – Monkey Business Kiss Me on My Ego (Sony Music/Columbia)
- 2006 – J.A.R. Armáda špásu (Sony BMG/Columbia)
- 2006 – Experti (Sony BMG) - soundtrack filmu
- 2007 – Monkey Business Objects of Desire and Other Complications (Devil Inside Music Records/Columbia)
- 2007 – Monkey Business Peeing with the Proletariat - DVD
- 2007 – Tereza Černochová Small Monstrosities (FR centrum, František Rychtařík)
- 2008 – Autopilote IDO (EMI/Virgin)
- 2009 – Monkey Business Twilight of Jesters? (Sony Music/Columbia)
- 2010 – Neruda Neruda (EMI)
- 2011 – J.A.R. Dlouhohrající děcka (Sony BMG/Columbia)
- 2011 – Pavel Šporcl Sporcelain (EMI)
- 2013 - Monkey Business Happiness of Postmodern Age
- 2015 - Tereza Černochová Škrábnutí
- 2015 - Monkey Business Sex and Sport? Never!
- 2017 - J.A.R. Eskalace dobra
- 2018 - Monkey Business Bad Time for Gentlemen
- 2020 - Monkey Business Freedom on Sale
- 2021 – Strážce klidu Vol. 1
- 2023 - J.A.R. Jezus Kristus Neexistus?
- 2023 - Tereza Černochová Slečna náročná
- 2024 - Monkey Business Když múzy mlčí
- 2025 - Strážce klidu Vol. 2

### Diskografie jednotlivých projektů

#### J.A.R.
- 1992 - J.A.R. Frtka (Monitor)
- 1994 - J.A.R. Mydli-to! (BMG)
- 1997 - J.A.R. Mein Kampfunk (Bonton)
- 1999 - J.A.R. Homo Fonkianz (Sony Music/Bonton/Columbia)
- 1999 - J.A.R. V deseti letí desetiletím - VHS video(Sony Music/Bonton)
- 2000 - J.A.R. Ťo ti ťo jemixes (Sony Music/Bonton/Columbia)
- 2000 - J.A.R. Frtka/Mydli-to! (Sony Music/Bonton/Columbia) - reedice, 2 CD
- 2002 - J.A.R. Nervák (Sony Music/Bonton/Columbia)
- 2006 - J.A.R. Armáda špásu (Sony BMG/Columbia)
- 2009 - J.A.R. DVD & CD (1989-2009) (Sony BMG/Columbia)
- 2011 - J.A.R. Dlouhohrající děcka (Sony BMG/Columbia)
- 2017 - J.A.R. Eskalace dobra (Warner Music)
- 2019 - J.A.R. Eskalace bobra
- 2023 - J.A.R. Jesus Kristus neexistus?  (Warner Music)

#### Sexy Dancers
- 1998 Sexy Dancers Butcher's On The Road (Bonton), 2 CD

#### Monkey Business
- 2000 - Monkey Business Why Be Out When You Could Be In (Sony Music/Bonton/Columbia)
- 2001 - Monkey Business Why Be In When You Could Be Out (Sony Music/Bonton/Columbia) - limitovaná edice
- 2001 - Monkey Business Save the Robots (Sony Music/Bonton/Columbia)
- 2003 - Monkey Business Resistance Is Futile (Sony Music/Bonton/Columbia)
- 2004 - Monkey Business Lazy Youth Old Beggars - 4 DVD
- 2005 - Monkey Business Kiss Me on My Ego (Sony Music/Columbia)
- 2007 - Monkey Business Objects of Desire and Other Complications (Devil Inside Music Records/Columbia)
- 2007 - Monkey Business Peeing with the Proletariat - DVD
- 2009 - Monkey Business Twilight of Jesters? (Devil Inside Music Records/Columbia)
- 2013 - Monkey Business Happiness of Postmodern Age
- 2015 - Monkey Business Sex and sport? Never!
- 2018 - Monkey Business Bad Time for Gentlemen
- 2020 - Monkey Business Freedom on Sale
- 2024 - Monkey Business Když múzy mlčí

#### Neruda
- 2010 Neruda Neruda (EMI)

### Ostatní producentské počiny
- 2007 - Tereza Černochová Small Monstrosities (František Rychtařík)
- 2008 - Autopilote IDO - Pavel Fajt, Ondřej Smeykal
- 2011 - Pavel Šporcl Sporcelain (EMI)
- 2015 - Tereza Černochová Škrábnutí
- 2023 - Tereza Černochová Slečna náročná

## Filmová a televizní hudba
- 1995 - Nebe nad Mikulovem (TV)
- 1997 - Tomík
- 1999 - Eliška má ráda divočinu
- 1999 - Šest statečných (Tomík)
- 2001 - Zatracení
- 2004 - Kristova léta, dámy (TV)
- 2005 - Doblba!
- 2006 - Experti
- 2006 - Letiště (televizní seriál) (TV seriál)
- 2007 - Boží pole s.r.o. (TV)
- 2007 - Hypermarket (televizní film) (TV)
- 2022 - Párty Hárder: Summer Massacre